# Babičko
Babičko (en serbe cyrillique : Бабичко) est un village de Serbie situé sur le territoire de la Ville de Leskovac, district de Jablanica. Au recensement de 2011, il comptait 355 habitants.

## Démographie
| 1948  | 1953  | 1961  | 1971  | 1981 | 1991 | 2002 | 2011 |
| ----- | ----- | ----- | ----- | ---- | ---- | ---- | ---- |
| 1 626 | 1 623 | 1 518 | 1 258 | 971  | 734  | 515  | 355  |

|  |